# Antillerna

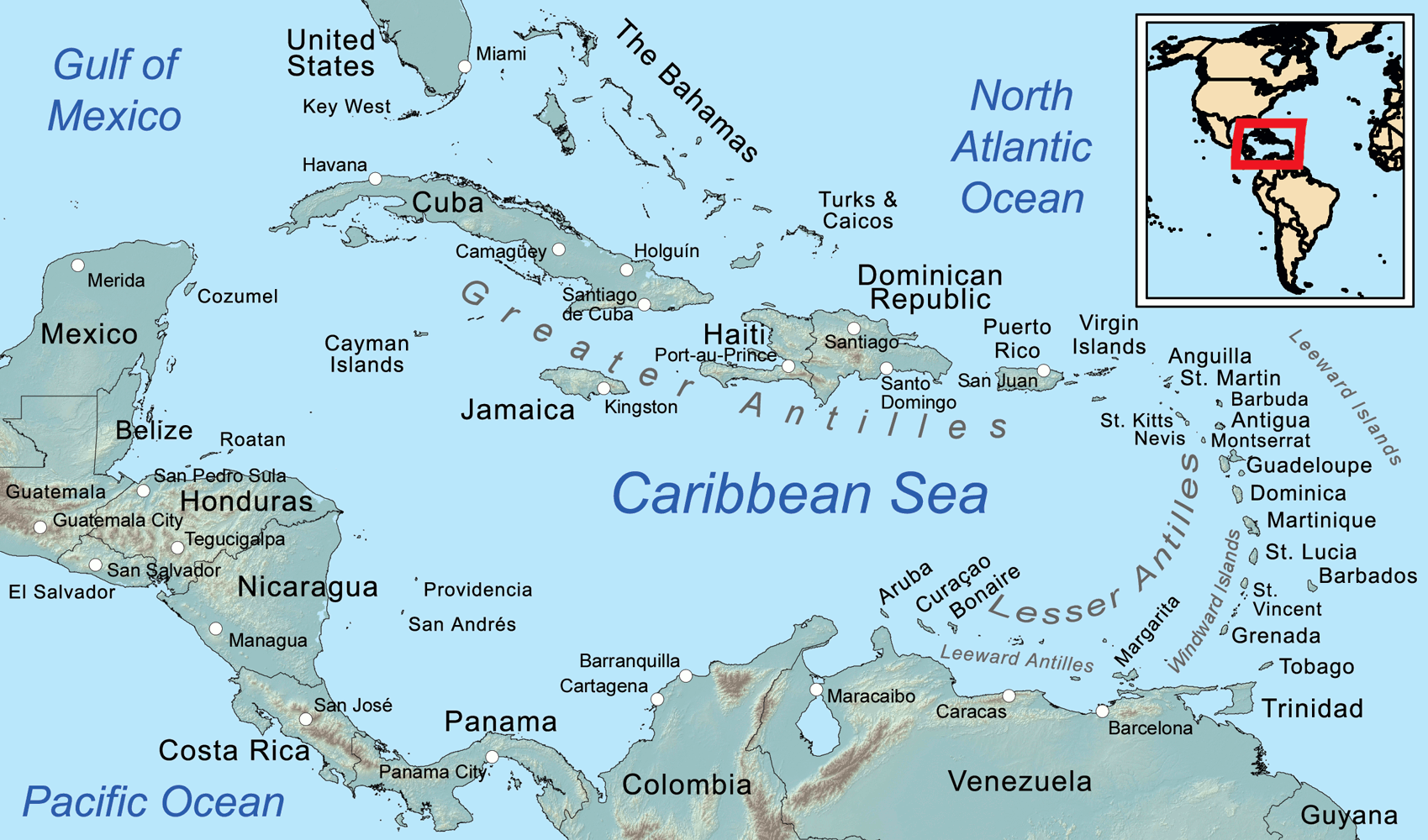
Karta över Antillerna.

Antillerna är en grupp av öar i Västindien, som i sin tur delas in i två grupper:
- Stora Antillerna – Kuba, Hispaniola, Jamaica och Puerto Rico[1]
- Små Antillerna – ett band av mindre vulkanöar som sträcker sig från Jungfruöarna till Aruba[1]
  - Öarna över vinden
    - Läöarna (Leeward Islands)
    - Lovartöarna (Windward Islands)

  - Öarna under vinden (Leeward Antilles)

Tillsammans omfattar öarna en areal om 220 000 km² och skiljer Karibiska havet från Atlanten. Själva namnet Antillerna härstammar från en sagoö i Atlanten som fanns utritad på medeltida kartor. Större delen av öarna har ett tropiskt regnskogsklimat med en medeltemperatur mellan 25 °C och 29 °C. I norr är årsnederbörden omkring 1 000 till 2 000 mm, medan den kan vara långt högre lokalt samt i de södra delarna beroende på passadvindarna. Ögruppen drabbas ofta hårt av tropiska cykloner.

## Nationer och territorier

### Lucayiska öarna
- Bahamas
- Turks- och Caicosöarna (Storbritannien)

### Stora Antillerna
- Kuba
- Hispaniola
  -  Haiti
  -  Dominikanska Republiken
- Jamaica
- Puerto Rico (USA)
- Caymanöarna (Storbritannien)

### Små Antillerna

#### Öarna över vinden

##### Läöarna
- Anguilla (Storbritannien)
- Antigua och Barbuda
  - Antigua
  - Barbuda
  - Redonda
- Brittiska Jungfruöarna (Storbritannien)
- Guadeloupe (Frankrike)
  - La Désirade
  - Marie-Galante
  - Les Saintes
- Montserrat (Storbritannien)
- Saba (Nederländerna)
- Saint Barthélemy (Frankrike)
- Saint Martin
  -  Saint-Martin (Frankrike)
  -  Sint Maarten (Nederländerna)
- Saint Kitts och Nevis
  - Saint Kitts
  - Nevis
- Sint Eustatius (Nederländerna)
- Amerikanska Jungfruöarna (USA)
  - Saint Croix
  - Saint Thomas
  - Saint John

##### Lovartöarna
- Dominica
- Grenada
- Martinique (Frankrike)
- Saint Lucia
- Saint Vincent och Grenadinerna

##### Övriga öar
- Barbados
- Trinidad och Tobago
  - Tobago
  - Trinidad

#### Öarna under vinden
- Aruba (Nederländerna)
- Bonaire (Nederländerna)
- Curaçao (Nederländerna)
- Dependencias Federales Venezuela
  - Los Monjesöarna
  - La Tortugaön
  - La Solaön
  - Los Testigosöarna
  - Los Frailesöarna
  - Patosön
  - Los Roques
  - La Blanquillaön
  - Los Hermanosöarna
  - La Orchilaön
  - Las Avesöarna
  - Avesön
- Nueva Esparta State
  - Isla Margarita
  - Coche
  - Cubagua